# 5350 Епетерсен
5350 Епетерсен (5350 Epetersen) — астероїд головного поясу, відкритий 3 квітня 1989 року.
Тіссеранів параметр щодо Юпітера — 3,628.